# Jamajka na Letnich Igrzyskach Olimpijskich 2020
Jamajkę na Letnich Igrzyskach Olimpijskich 2020 reprezentowało 54 zawodników : 24 mężczyzn i 30 kobiet. Był to 18 start reprezentacji Jamajki na letnich igrzyskach olimpijskich.

## Zdobyte medale[3]
| Medal  | Zawodnik | Dyscyplina                                            | Konkurencja                         | Rezultat | Data       |
| ------ | --- | ----------------------------------------------------- | ----------------------------------- | -------- | ---------- |
| Złoto  | Elaine Thompson-Herah                                                                                                | Lekkoatletyka na Letnich Igrzyskach Olimpijskich 2020 | bieg na 100 m kobiet                | 10,61 s  | 31 lipca   |
| Złoto  | Elaine Thompson-Herah                                                                                                | Lekkoatletyka na Letnich Igrzyskach Olimpijskich 2020 | bieg na 200 m kobiet                | 21,53 s  | 3 sierpnia |
| Złoto  | Hansle Parchment | Lekkoatletyka na Letnich Igrzyskach Olimpijskich 2020 | bieg na 110 m przez płotki mężczyzn | 13,04 s  | 5 sierpnia |
| Złoto  | Briana Williams, Elaine Thompson-Herah, Shelly-Ann Fraser-Pryce, Shericka Jackson, Natasha Morrison, Remona Burchell | Lekkoatletyka na Letnich Igrzyskach Olimpijskich 2020 | sztafeta 4 × 100 m kobiet           | 41,02 s  | 6 sierpnia |
| Srebro | Shelly-Ann Fraser-Pryce                                                                                              | Lekkoatletyka na Letnich Igrzyskach Olimpijskich 2020 | bieg na 100 m kobiet                | 10,74 s  | 31 lipca   |
| Brąz   | Shericka Jackson | Lekkoatletyka na Letnich Igrzyskach Olimpijskich 2020 | Bieg na 100 m kobiet                | 10,76 s  | 31 lipca   |
| Brąz   | Megan Tapper | Lekkoatletyka na Letnich Igrzyskach Olimpijskich 2020 | bieg na 100 m przez płotków kobiet  | 12,55 s  | 2 sierpnia |
| Brąz   | Ronald Levy | Lekkoatletyka na Letnich Igrzyskach Olimpijskich 2020 | bieg na 110 m przez płotki mężczyzn | 13,10 s  | 5 sierpnia |
| Brąz   | Roneisha McGregor, Janieve Russell, Shericka Jackson, Candice McLeod, Junelle Bromfield, Stacey-Ann Williams         | Lekkoatletyka na Letnich Igrzyskach Olimpijskich 2020 | sztafeta 4 × 400 m kobiet           | 3:21,24  | 7 sierpnia |

## Skład kadry

### Boks
| Zawodnik      | Konkurencja               | 1/16             | 1/8              | Ćwierćfinał      | Półfinał         | Finał            | Finał   | Źródło |
| Zawodnik      | Konkurencja               | Przeciwnik Wynik | Przeciwnik Wynik | Przeciwnik Wynik | Przeciwnik Wynik | Przeciwnik Wynik | Miejsce | Źródło |
| ------------- | ------------------------- | ---------------- | ---------------- | ---------------- | ---------------- | ---------------- | ------- | ------ |
| Ricardo Brown | waga superciężka mężczyzn | Bye              | Kumar P 1-4      | NQ               | NQ               | NQ               | 8.      | [ 4 ]  |

### Gimnastyka
| Zawodniczka     | Konkurencja            | Kwalifikacje | Kwalifikacje | Finał  | Finał   | Źródło |
| Zawodniczka     | Konkurencja            | Punkty       | Pozycja      | Punkty | Pozycja | Źródło |
| --------------- | ---------------------- | ------------ | ------------ | ------ | ------- | ------ |
| Danusia Francis | ćwiczenia na poręczach | 3,033        | 88.          | NQ     | NQ      | [ 5 ]  |

### Judo
| Zawodnik             | Konkurencja | 1/16                | 1/8                 | Ćwierćfinał         | Półfinał            | Repasaże            | Finał / 3.miejsce   | Finał / 3.miejsce | Źródła |
| Zawodnik             | Konkurencja | Przeciwniczka Wynik | Przeciwniczka Wynik | Przeciwniczka Wynik | Przeciwniczka Wynik | Przeciwniczka Wynik | Przeciwniczka Wynik | Pozycja           | Źródła |
| -------------------- | ----------- | ------------------- | ------------------- | ------------------- | ------------------- | ------------------- | ------------------- | ----------------- | ------ |
| Ebony Drysdale Daley | -70 kg (k)  | Timo P 00-10        | NQ                  | NQ                  | NQ                  | NQ                  | NQ                  | 17.               | [ 6 ]  |

### Lekkoatletyka
Konkurencje biegowe
| Zawodnik | Konkurencja                 | Eliminacje | Eliminacje | Półfinał | Półfinał | Finał   | Finał   | Źródło |
| Zawodnik | Konkurencja                 | Wynik      | Miejsce    | Wynik    | Miejsce  | Wynik   | Miejsce | Źródło |
| --- | --------------------------- | ---------- | ---------- | -------- | -------- | ------- | ------- | ------ |
| Tyquendo Tracey                                                                                                 | 100 m (m)                   | DNS        | DNS        | DNS      | DNS      | DNS     | DNS     | [ 7 ]  |
| Oblique Seville                                                                                                 | 100 m (m)                   | 10,04      | 2.         | 10,09    | 4.       | NQ      | NQ      | [ 7 ]  |
| Yohan Blake | 100 m (m)                   | 10,06      | 2.         | 10,14    | 6.       | NQ      | NQ      | [ 7 ]  |
| Rasheed Dwyer                                                                                                   | 200 m (m)                   | 20,31      | 1.         | 20,13    | 2.       | 20,21   | 7.      | [ 8 ]  |
| Julian Forte | 200 m (m)                   | 20,65      | 7.         | NQ       | NQ       | NQ      | NQ      | [ 8 ]  |
| Demish Gaye | 400 m (m)                   | 45,49      | 4.         | 45,09    | 4.       | NQ      | NQ      | [ 9 ]  |
| Christopher Taylor                                                                                              | 400 m (m)                   | 45,20      | 3.         | 44,92    | 2.       | 44,79   | 6.      | [ 9 ]  |
| Nathon Allen | 400 m (m)                   | 46,12      | 4.         | NQ       | NQ       | NQ      | NQ      | [ 9 ]  |
| Hansle Parchment                                                                                                | 110 m przez płotki(m)       | 13,23      | 2.         | 13,23    | 2.       | 13,04   | złoto   | [ 10 ] |
| Ronald Levy | 110 m przez płotki(m)       | 13,17      | 1.         | 13,23    | 1.       | 13,10   | brąz    | [ 10 ] |
| Damion Thomas                                                                                                   | 110 m przez płotki(m)       | 13,54      | 3.         | 13,39    | 3.       | NQ      | NQ      | [ 10 ] |
| Kemar Mowatt | 400 m przez płotki (m)      | 49,06      | 4.         | 48,95    | 5.       | NQ      | NQ      | [ 11 ] |
| Jaheel Hyde | 400 m przez płotki (m)      | 48,54      | 1.         | 1:27,38  | 8.       | NQ      | NQ      | [ 11 ] |
| Shawn Rowe | 400 m przez płotki (m)      | 49,18      | 3.         | 48,83    | 6.       | NQ      | NQ      | [ 11 ] |
| Jevaughn Minzie Julian Forte Yohan Blake Oblique Seville                                                        | sztafeta 4 × 100 m (m)      | 37,82      | 1.         | N/A      | N/A      | 37,84   | 4.      | [ 12 ] |
| Demish Gaye Jaheel Hyde Karayme Bartley Nathon Allen Christopher Taylor                                         | sztafeta 4 × 400 m (m)      | 2:59,29    | 2.         | N/A      | N/A      | 2:58,76 | 6.      | [ 13 ] |
| Elaine Thompson-Herah                                                                                           | 100 m (k)                   | 10,82      | 1.         | 10,76    | 1.       | 10,61   | złoto   | [ 14 ] |
| Shelly-Ann Fraser-Pryce                                                                                         | 100 m (k)                   | 10,84      | 1.         | 10,73    | 1.       | 10,74   | srebro  | [ 14 ] |
| Shericka Jackson                                                                                                | 100 m (k)                   | 11,07      | 2.         | 10,79    | 2.       | 10,76   | brąz    | [ 14 ] |
| Elaine Thompson-Herah                                                                                           | 200 m (k)                   | 22,86      | 3.         | 21,66 =  | 1.       | 21,53   | złoto   | [ 15 ] |
| Shelly-Ann Fraser-Pryce                                                                                         | 200 m (k)                   | 22,22      | 1.         | 22,13    | 1.       | 21,94   | 4.      | [ 15 ] |
| Shericka Jackson                                                                                                | 200 m (k)                   | 23,26      | 4.         | NQ       | NQ       | NQ      | NQ      | [ 15 ] |
| Roneisha McGregor                                                                                               | 400 m (k)                   | 51,14      | 2.         | 50,34    | 3.       | NQ      | NQ      | [ 16 ] |
| Candice McLeod                                                                                                  | 400 m (k)                   | 51,09      | 1.         | 49,51    | 2.       | 49,87   | 5.      | [ 16 ] |
| Stephenie Ann McPherson                                                                                         | 400 m (k)                   | 50,89      | 1.         | 49,34    | 1.       | 49,61   | 4.      | [ 16 ] |
| Natoya Goule | 800 m (k)                   | 1:59,83    | 1.         | 1:59,57  | 1.       | 1:58,26 | 8.      | [ 17 ] |
| Aisha Praught Leer                                                                                              | 1500 m (k)                  | 4:15,31    | 13.        | NQ       | NQ       | NQ      | NQ      | [ 18 ] |
| Megan Tapper | 100 m przez płotki (k)      | 12,53      | 2.         | 12,62    | 2.       | 12,55   | brąz    | [ 19 ] |
| Yanique Thompson                                                                                                | 100 m przez płotki (k)      | 12,74      | 2.         | DNF      | DNF      | DNF     | DNF     | [ 19 ] |
| Britany Anderson                                                                                                | 100 m przez płotki (k)      | 12,67      | 1.         | 12,40    | 1.       | 13,24   | 8.      | [ 19 ] |
| Janieve Russell                                                                                                 | 400 m przez płotki(k)       | 54,81      | 2.         | 54,10    | 2.       | 53,08   | 4.      | [ 20 ] |
| Leah Nugent | 400 m przez płotki(k)       | DSQ        | DSQ        | DSQ      | DSQ      | DSQ     | DSQ     | [ 20 ] |
| Ronda Whyte | 400 m przez płotki(k)       | DSQ        | DSQ        | DSQ      | DSQ      | DSQ     | DSQ     | [ 20 ] |
| Briana Williams Elaine Thompson-Herah Shelly-Ann Fraser-Pryce Shericka Jackson Natasha Morrison Remona Burchell | sztafeta 4 × 100 m (k)      | 42,15      | 2.         | N/A      | N/A      | 41,02   | złoto   | [ 21 ] |
| Roneisha McGregor Janieve Russell Shericka Jackson Candice McLeod Junelle Bromfield Stacey-Ann Williams         | sztafeta 4 × 400 m (k)      | 3:21,95    | 2.         | N/A      | N/A      | 3:21,24 | brąz    | [ 22 ] |
| Sean Bailey Junelle Bromfield Stacey-Ann Williams Karayme Bartley Tovea Jenkins                                 | sztafeta mieszana 4 × 400 m | 3:11,76    | 3.         | N/A      | N/A      | 3:14,95 | 7.      | [ 23 ] |

Konkurencje techniczne
| Zawodnik            | Konkurencja        | Kwalifikacje | Kwalifikacje | Finał | Finał   | Źródło |
| Zawodnik            | Konkurencja        | Wynik        | Miejsce      | Wynik | Miejsce | Źródło |
| ------------------- | ------------------ | ------------ | ------------ | ----- | ------- | ------ |
| Chad Wright         | rzut dyskiem (m)   | 62,93        | 12.          | 62,56 | 9.      | [ 24 ] |
| Fedrick Dacres      | rzut dyskiem (m)   | 62,91        | 13.          | NQ    | NQ      | [ 24 ] |
| Traves Smikle       | rzut dyskiem (m)   | 59,04        | 25.          | NQ    | NQ      | [ 24 ] |
| Tajay Gayle         | skok w dal (m)     | 8,14         | 4.           | 7,69  | 11.     | [ 25 ] |
| Carey McLeod        | skok w dal (m)     | 7,75         | 21.          | NQ    | NQ      | [ 25 ] |
| Carey McLeod        | trójskok (m)       | 16,01        | 24.          | NQ    | NQ      | [ 26 ] |
| Danniel Thomas-Dodd | pchnięcie kulą (k) | 18,37        | 13.          | NQ    | NQ      | [ 27 ] |
| Lloydricia Cameron  | pchnięcie kulą (k) | 17,43        | 22.          | NQ    | NQ      | [ 27 ] |
| Shadae Lawrence     | rzut dyskiem (k)   | 62,27        | 11.          | 62,12 | 7.      | [ 28 ] |
| Chanice Porter      | skok w dal (k)     | 6,22         | 24.          | NQ    | NQ      | [ 29 ] |
| Tissanna Hickling   | skok w dal (k)     | 6,19         | 25.          | NQ    | NQ      | [ 29 ] |
| Shanieka Ricketts   | trójskok (k)       | 14,43        | 6.           | 14,84 | 4.      | [ 30 ] |
| Kimberly Williams   | trójskok (k)       | 14,30        | 9.           | 14,51 | 8.      | [ 30 ] |

### Pływanie
| Zawodnik      | Konkurencja          | Eliminacje | Eliminacje | Półfinał | Półfinał | Finał | Finał   | Źródło |
| Zawodnik      | Konkurencja          | Czas       | Miejsce    | Czas     | Miejsce  | Czas  | Miejsce | Źródło |
| ------------- | -------------------- | ---------- | ---------- | -------- | -------- | ----- | ------- | ------ |
| Keanan Dols   | 200 m motylkowym (m) | 2:00,25    | 34.        | NQ       | NQ       | NQ    | NQ      | [ 31 ] |
| Keanan Dols   | 200 m zmiennym (m)   | 2:04,29    | 43.        | NQ       | NQ       | NQ    | NQ      | [ 32 ] |
| Alia Atkinson | 100 m klasycznym (k) | 1:07,70    | 22.        | NQ       | NQ       | NQ    | NQ      | [ 33 ] |

### Skoki do wody
| Zawodnik           | Konkurencja                      | Preeliminacje | Preeliminacje | Półfinał | Półfinał | Finał  | Finał   | Źródło        |
| Zawodnik           | Konkurencja                      | Punkty        | Miejsce       | Punkty   | Miejsce  | Punkty | Miejsce | Źródło        |
| ------------------ | -------------------------------- | ------------- | ------------- | -------- | -------- | ------ | ------- | ------------- |
| Yona Knight-Wisdom | trampolina 3 m indywidualnie (m) | 411,65        | 13.           | 362,95   | 15.      | NQ     | NQ      | [ 34 ] [ 35 ] |